# زیردریایی یو-۱۲۰۲
زیردریایی یو-۱۲۰۲ (به انگلیسی: German submarine U-1202) یک زیردریایی بود که طول آن ۶۷٫۱ متر (۲۲۰ فوت ۲ اینچ) بود. این زیردریایی در سال ۱۹۴۳ ساخته شد.